# 珍鼠属
珍鼠属（学名：Zoyphiomys）是啮齿目的一属。

## 下属物种
本属包括以下物种：
- Zoyphiomys grandis Tong, 1997
- 中华珍鼠 Zoyphiomys sinensis Tong, 1997，发现于河南省南阳市淅川县的中始新世（E2）中期的化石。